# Глузман Семен Фішельович
Семе́н Фі́шельович Глу́зман (нар. 10 вересня, 1946, Київ) — лікар-психіатр і правозахисник, колишній дисидент та політв'язень, президент Асоціації психіатрів України, директор Українсько-американського бюро захисту прав людини від 1990 р., член Американського товариства психіатрів від 1979 р., член Королівського коледжу психіатрів Великої Британії з 1980 р., член Канадської психіатричної асоціації з 1981 р., Товариства психіатрів і неврологів Німеччини, співголова Комітету «Бабин Яр» (разом із Мирославом Поповичем, Іваном Дзюбою). За його життя в 1977 р. його ім'ям названа французька клініка Сен-Дені: фр. CAC Saint-Denis "Sémion Gluzman", Centre de sante semion gluzman clinique psychiatrique à st denis. Один із авторів Закону України «Про психіатричну допомогу». 1978 р. був оголошений роком Семена Глузмана від «Amnesty International». У 1998—1999 рр. експерт Організації Об'єднаних Націй з прав людини.
Лауреат України «Людина року — 1999» як «правозахисник року».

## Життєпис
У 1970 р. закінчив студіювання у Київському медичному інституті. Працював у м. Житомирі, у м. Коростені, а з 1972 р. — у м. Києві.
У листопаді 1971 р. підготував незалежну заочну судово-психіатричну експертизу в справі генерала Петра Григоренка, якою генерала було визнано психічно здоровим всупереч державній точці зору політичного режиму в СРСР, довів незаконність застосування проти генерала методів репресивної психіатрії, те, що він «психічно хворий» — підготована була фахівцями інституту судової психіатрії ім. В. П. Сербського. У 1972 році Семен Глузман був засуджений (головно за вказану незалежну експертизу) на 7 років концтаборів (у Пермській області), додатково йому дали 3 роки заслання (у Тюменській області). Він відбував покарання разом із Іваном Світличним, Євгеном Сверстюком, Левком Лук'яненком.
Від 1982 р. — працював у Києві робітником фабрики.
З 1985 року почав друкуватися та займатись професійною діяльністю.
Від 1991 року — виконавчий секретар Асоціації психіатрів України.
У серпні 2010 року президент України Віктор Янукович ввів Семена Глузмана у Громадську гуманітарну раду при президенті України. Семен Глузман на фоні загалом гіперкритичного ставлення до пострадянських порядків в Україні та в охороні здоров'я зокрема, схвально відгукувався про діяльність уряду Азарова, лаяв Ющенка та іронізував щодо умов утримання в тюрмі Юлії Тимошенко
Учасник ініціативи «Першого грудня» з 1 грудня 2011 р. по 18 грудня 2012 р.
Виступав на захист ув'язненого у Росії українського режисера Олега Сенцова.
У 2012 році вийшла друком книжка спогадів Семена Глузмана «рос. Рисунки по памяти или воспоминания отсидента».

## Праці
- Семен Глузман, «Псалмы и скорби». Харьков. Фолио. 1994
- Моісеєнко Р. О., Терещенко О. В., Марценковський І. А., Глузман С. Ф., Пінчук І. Я., Юрченко Т. В., Доленко О. В. (2012). «Напрямки реформування системи охорони психічного здоров'я дітей і підлітків в Україні». Український вісник психоневрології 20 (1 (70) додаток) (укр.)
- Gluzman, Semyon (1989). On Soviet totalitarian psychiatry. International Association on the Political Use of Psychiatry. ISBN 90-72657-02-0. Архів оригіналу за 11 червня 2016. Процитовано 25 серпня 2015. (англ.)
- Глузман С. Ф. Расширенная судебно-психиатрическая заочная экспертиза по делу Григоренко Петра Григорьевича, 1907 г.р., украинца, жителя г. Москвы (восстановлено на основании копии Самиздата) [Архівовано 25 березня 2012 у Wayback Machine.] // Новости медицины и фармации (329), 2010.
- Глузман Семен «Запах ненависті» [Архівовано 19 листопада 2008 у Wayback Machine.]
- «Діагноз Семена Глузмана» [Архівовано 11 березня 2007 у Wayback Machine.] (Інтерв'ю А. Лемишу, 12 листопада 1999)
- Глузман Семен: «Владу в Україні неможливо змінити зверху. починати все треба знизу» [Архівовано 13 січня 2014 у Wayback Machine.] (Інтерв'ю Юрію Саєнко, журнал «Універсум», 02.04.2003)
- Я хочу жити в країні, де образи героїв не потрібні / Без героїв? [Архівовано 24 лютого 2017 у Wayback Machine.] // Алла Котляр 27 грудня 2012, 14:27
- Логика войны [Архівовано 24 лютого 2017 у Wayback Machine.] // lb.ua, 25 августа 2014, 12:34; Логіка війни [Архівовано 24 лютого 2017 у Wayback Machine.] // 28.08.2014
- Брудна та безсовісна еліта України [Архівовано 12 жовтня 2017 у Wayback Machine.], ru [Архівовано 6 жовтня 2017 у Wayback Machine.] // Новое Время, 28 Липня, 2016, 20:11
- Утраченное чудо [Архівовано 26 грудня 2018 у Wayback Machine.] // Ракурс, 26 грудня 2018, 20:26

## Членство в професійних організаціях
З 1979 року — Почесний член Американської психіатричної асоціації.
З 1980 — член Королівського коледжу психіатрів Великої Британії.
З 1981 — член Канадської психіатричної асоціації.
З 1990 — член Німецького товариства психіатрів і неврологів.
З 1992 — патрон Міжнародного фонду «Женевська ініціатива в психіатрії».
З 1994 по 2003 — член Всесвітньої ради реабілітації жертв тортур.
З 1998 — член Контрольної комітету з проблем зловживань психіатрією Всесвітньої психіатричної асоціації.